# Firma (programmazione)
In informatica, la firma o segnatura di un metodo è costituita da un insieme di informazioni che identificano univocamente il metodo stesso fra quelli della sua classe di appartenenza. Tali informazioni includono generalmente il nome del metodo, il numero e il tipo dei suoi parametri, non il tipo del suo valore restituito (tipo di ritorno), sebbene nella terminologia tecnica dei diversi linguaggi l'espressione firma assuma talvolta un significato più specifico, includendo informazioni aggiuntive o non includendo alcune di quelle citate (per esempio il tipo del valore restituito), in Java, la firma non include il tipo del valore di ritorno, con l'espressione prototipo si indica la firma unita al tipo di ritorno del metodo.
La firma costituisce anche l'insieme minimo di informazioni necessarie per utilizzare correttamente il metodo, ovvero per richiamarlo o invocarlo in modo sintatticamente e semanticamente coerente con la sua definizione.
Un concetto analogo alla firma è rappresentato dal prototipo nella terminologia dei linguaggi C e C++, che descrive il nome, il tipo dei parametri e il tipo del valore restituito da una funzione. Da questa tradizione deriva anche l'interpretazione della firma di un metodo, in alcuni linguaggi, come tipo del metodo.